# Timothy Loubineaud
Timothy Loubineaud (Arcachon, 5 juni 1996) is een Frans langebaanschaatser en inline-skater, woonachtig te Gujan-Mestras.
Loubineaud won goud op de 10.000 meter punten-/afvalkoers op de piste bij de Europese kampioenschappen inline-skaten 2017. Bij de wereldkampioenschappen inline-skaten 2019 won hij zilver op de 10.000 meter puntenkoers op de weg.
Vanaf het seizoen 2019/2020 ging Loubineaud zich ook toeleggen op het langebaanschaatsen, met name op de lange afstanden en de massastart. Op 24 november 2024 won hij de massastart tijdens de World Cup in Nagano. Dit was de eerste overwinning van een Fransman sinds Alexis Contin in 2015. Daarnaast komt Loubineaud sinds 2017 uit in het marathonschaatsen namens Port of Amsterdam/SKITS.

## Persoonlijke records
| Afstand      | Tijd     | Datum            | Baan           |
| ------------ | -------- | ---------------- | -------------- |
| 500 meter    | 38,31    | 16 december 2023 | Inzell         |
| 1500 meter   | 1.48,89  | 17 december 2023 | Inzell         |
| 3000 meter   | 3.47,09  | 2 januari 2021   | Inzell         |
| 5000 meter   | 6.07,05  | 28 januari 2024  | Salt Lake City |
| 10.000 meter | 12.44,18 | 26 januari 2025  | Calgary        |

(laatst bijgewerkt: 26 januari 2024)

## Resultaten
| Jaar | EK Allround             | WK Afstanden                                       |
| ---- | ----------------------- | -------------------------------------------------- |
| 2020 |                         | 10e 5000m 7e 10.000m 14e massastart                |
| 2021 |                         | 20e 5000m 12e 10.000m HF9 massastart               |
|      |                         |                                                    |
| 2023 | NC12 (13e, 10e, 14e, -) | 19e 5000m HF11 massastart                          |
| 2024 |                         | 4e 5000m 13e massastart 8e achtervolging           |
| 2025 |                         | 9e 5000m 7e 10.000m 6e massastart 7e achtervolging |

(#, #, #, #) = afstandspositie op allroundtoernooi (500m, 5000m, 1500m, 10000m).
NC12 = niet gekwalificeerd voor de laatste afstand, maar wel als 12e geklasseerd in de eindrangschikking
1. ↑  Loubineaud op marathonschaatser.nl 9 december 2017